# Mòmies guanxes de Necochea

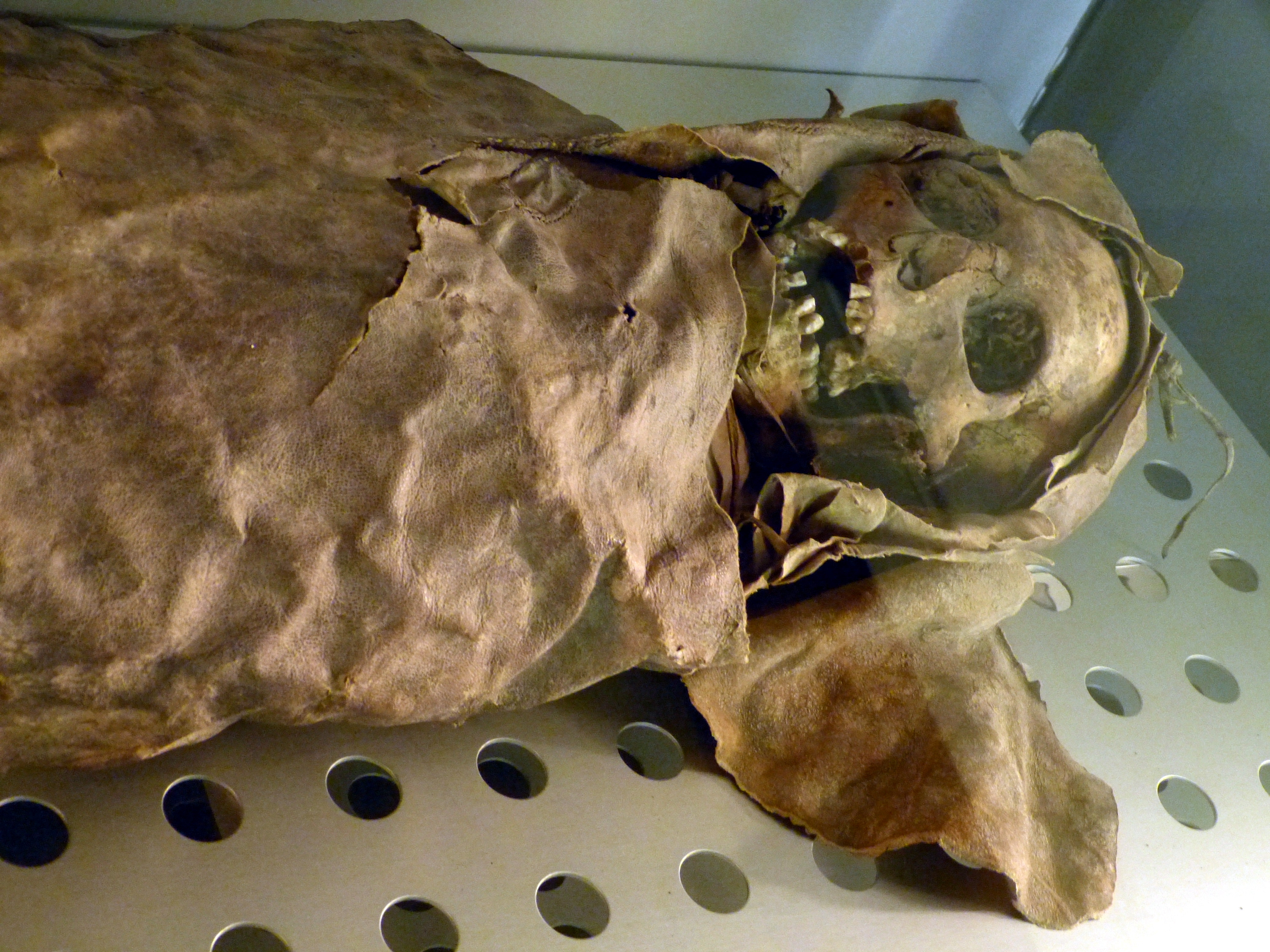
Mòmia femenina.

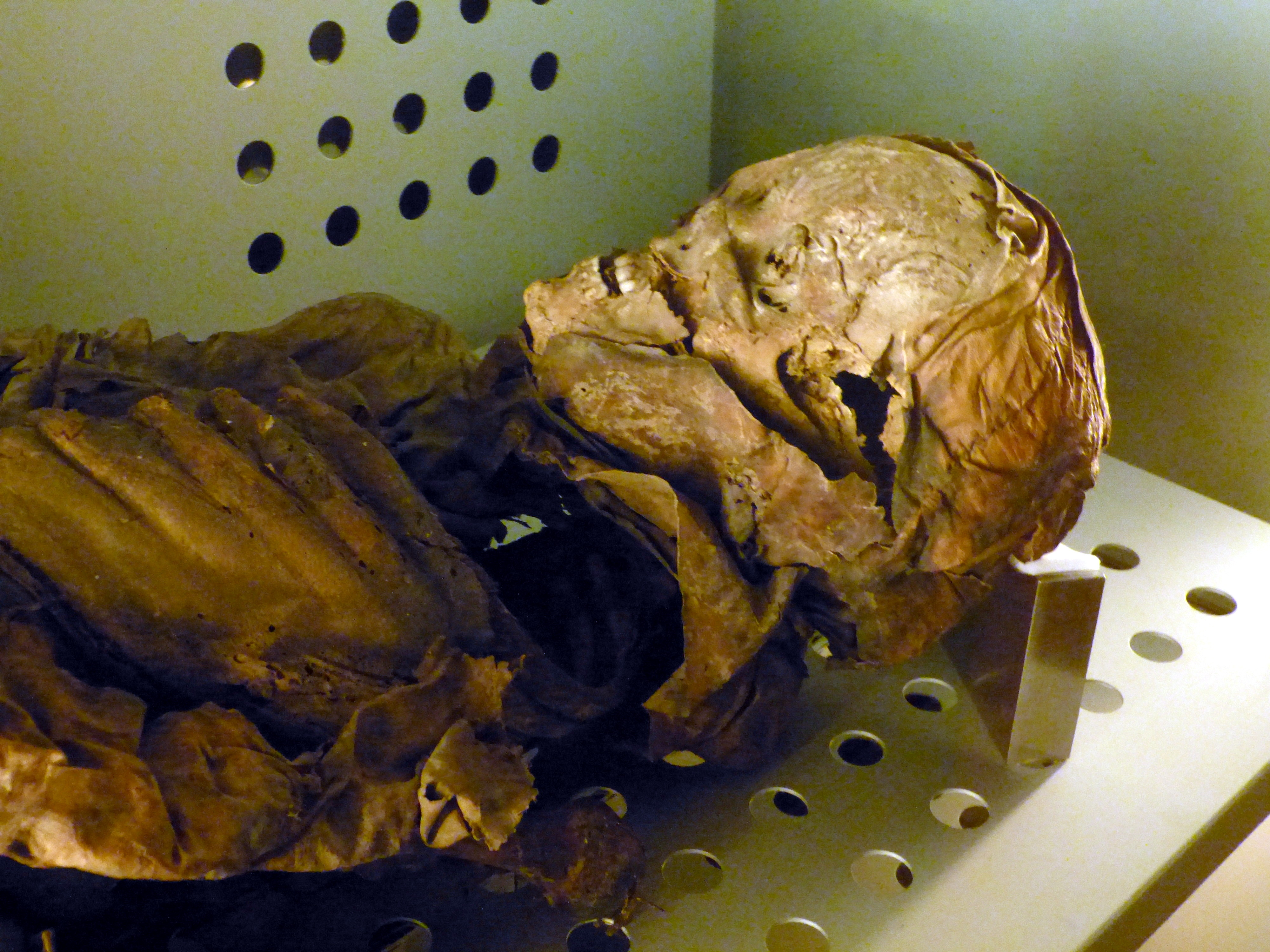
Mòmia masculina.

Les trucades Mòmies guanches de Necochea són dues mòmies humanes pertanyents a la cultura guanxe (antics pobladors de l'illa de Tenerife, Illes Canàries, Espanya). Actualment es troben exposades al Museu de la Naturalesa i l'Home de Santa Cruz de Tenerife.
Se'ls anomena així perquè fins a 2003 van estar al Museu Civil de Ciències Naturals de Necochea, Província de Buenos Aires (Argentina).
Es tracta de dos individus, un home i una dona respectivament, la dona tindria entre 20 i 24 anys i està embolicat en un sudari de pell de porc. L'altra mòmia és un home d'entre 25 i 29 anys i té una característica especial, la seva posició amb les cames doblegades amb els talons contra les natges. Segons els experts, les mòmies es remunten al segle ix.
El lloc exacte de l'illa de Tenerife d'on procedeixen no es coneix amb exactitud. Es creu que una de les mòmies procedeix d'una cova d'enterrament al barranc de Guayonje a Tacoronte i l'altra mòmia de La Orotava, però segons altres dues podrien provenir del barranc de Herques a Güímar. Les mòmies eren part de la col·lecció d'un museu privat a Tacoronte. Al segle xix van ser venuts al Museo de La Plata a l'Argentina, arribant de mans d'un col·leccionista no identificat. Posteriorment van ser traslladats a la ciutat de Necochea, fins que, el 2003, van ser retornats a Tenerife. Aquesta va ser la primera volta de restes humanes momificades des d'Amèrica a Europa en la història de l'arqueologia.

## Dades sobre les mòmies
- Sexe: home i dona.
- Edat: de 25 a 29 anys (la mòmia masculina) i de 20 a 24 anys (la mòmia femenina).
- Cultura: guanxe.
- Tipus de momificació: mòmies cerimonials.
- Tipus d'enterrament: cova d'enterrament.
- Lloc: Es desconeix amb exactitud, encara que possiblement van ser trobades en els actuals municipis de Tacoronte, La Orotava o bé a Güímar.
- Exhibides a: El Museu de la Naturalesa i l'Home (Santa Cruz de Tenerife), juntament amb altres mòmies guanxes conservades.
- Altres dades d'interès: La dona està embolicada en un particular sudari o fardell de pell de porc i l'home té les cames flexionades amb els talons contra els glutis.